# Kulcsár Gergely (politikus)
Kulcsár Gergely (Kemecse, 1979. augusztus 12. –) magyar elektronikai műszerész, vállalkozói ügyintéző, politikus; 2010. május 14. óta a Jobbik Magyarországért Mozgalom országgyűlési képviselője. A közigazgatásilag Debrecenhez tartozó Józsán él családjával. 2020-ban a Jobbik kizárta soraiból, antiszemita megnyilvánulásai miatt.

## Életrajz

### Tanulmányai
1979. augusztus 12-én született Kemecsén. 5 éves koráig Ibrányban lakott, ahonnan ősei is származnak. 5 éves korától Debrecenben él.
1997-ben a debreceni Gábor Dénes Elektronikai Műszaki Középiskolában maturált, ahol később elektronikai műszerész vizsgát tett. 1998 és 2000 között vállalkozói ügyintéző tanfolyamot végzett el. 2002-ben történelem, 2004-ben politológia szakra nyert felvételt a Debreceni Egyetemre, azonban államvizsgát nem tett.
C típusú alapfokú angol nyelvvizsgája van.

### Politikai pályafutása
Politikai pályafutását az 1990-es évek közepén kezdte. Magyar Igazság és Élet Pártja-szimpatizáns, majd aktivista volt. Azonban saját elmondása szerint csalódott a Magyar Igazság és Élet Pártjában és 2004 nyarán barátaival közösen megalapították a Jobbik Magyarországért Mozgalom Debreceni Alapszervezetét.
2010. május 14. óta a Jobbik Magyarországért Mozgalom országgyűlési képviselője. 2010. május 14. és 2014. május 5. között az Emberi jogi, kisebbségi, civil- és vallásügyi bizottság tagja. 2014. május 6. óta a Mentelmi bizottság tagja.

### Személye körüli viták
2011-ben levelet írt a Jobbik néhány vezetőjének, beszámolt arról, hogy beleköpött a Dunába lőtt zsidók emlékére a budapesti Dunaparton állított vascipők egyikébe, az esetről fényképet is mellékelt, és másokat is erre buzdított. Az eset nyilvánosságra kerülése után a Jobbik elnöke, Vona Gábor a képviselővel közölte: egyértelműen ki kell fejeznie, hogy a Jobbikban kegyeletsértő cselekedeteknek nincs helye. Kulcsár ezután megbánást tanúsítva kilátogatott a Duna-partra és egy szál virágot helyezett a holokauszt áldozatainak emléket állító vascipők egyikébe. Miután 2020. januárjában a Jobbik új elnöke, Jakab Péter arra szólította fel az akkor a Hajdú-Bihar Megyei Közgyűlésben képviselő Kulcsárt, hogy az eset miatt adja vissza mandátumát, és Kulcsár erre nem volt hajlandó, a Jobbik 2020. március 6.-án Kulcsárt kizárta a pártból.